# Aglaenita spinipenis
Aglaenita spinipenis är en insektsart som beskrevs av Marques-costa och Rodney Ramiro Cavichioli 2006. Aglaenita spinipenis ingår i släktet Aglaenita och familjen dvärgstritar. Inga underarter finns listade i Catalogue of Life.